# Liste des adaptations de dessins animés Disney publiés dans Four Color

Walt Disney fut de loin le principal fournisseur de Dell Comics et particulièrement dans Four Color. Que ce soit dans les longs métrages avec acteurs, séries TV traditionnelles et donc bien sûr dans le domaine de l'animation, on retrouve toujours en grand nombre les productions du père de Mickey Mouse.

## Famille Duck

### Daisy Duck
11 numéros # 457, 536, 659, 727, 743, 858, 948, 1055, 1150, 1239, 1247,

### Donald Duck
30 numéros # 9, 29, 62, 108, 147, 159, 178, 189, 199, 203, 223, 238, 256, 263, 275, 282, 300, 308, 318, 328, 339, 348, 356, 367, 379, 394, 408, 422, 1109, 1198,

### Duck Album
Si Donald peut apparaître dans de nombreuses histoires de cette collection, sa présence est loin d'être automatique. Chaque numéro est composé de 4 à 5 histoires différentes dans lesquelles apparaissent les personnages de l'univers de la famille Duck, par exemple Fifi, Riri et Loulou, ou encore Gontran, etc.
13 numéros (353, 450, 531, 560, 586, 649, 686, 726, 782, 1099, 1140, 1182, 1239)

### Grand Ma Duck
5 numéros # 763, 965, 1010, 1073, 1161,

### Uncle Scrooge (Oncle Picsou)
Personnage immensément populaire, Oncle Picsou apparaît assez tardivement dans l'univers de Disney (1947). S'il est assez peu présent au cinéma et complètement absent des parcs de loisirs Disney (de manière volontaire !), on le retrouve toutefois dans plus de mille histoires publiées aux États-Unis. À ce chiffre il conviendrait de rajouter les créations italiennes, brésiliennes néerlandaises, etc.
Avant d'avoir de multiples revues à son nom (Uncle Scrooge chez Dell/ 36 # de 1954 à 1962, Uncle Scrooge chez Gold Key /170 # de 1963 à 1984, Top Disney Comics Uncle Scrooge, etc.), l'oncle de Donald honore de sa présence Four Color dans 3 numéros qui lui sont quasi exclusivement consacrés.
Scénarios et dessins sont de Carl Barks, sauf pour 13. et 14. où un doute subsiste sur le scénario.
# 386 -mars 1952
1. Osogood Silver polish -1 planche
2. Only A Poor Old Man -32 planches
3. Coffee for Two -1 planche
4. Soupline Eight -1 planche

# 456 -mars 1953
5. Fare Delay -1 planche
6. Back to the Klondike -27 planches
7. Somethin' Fishy Here -5 planches
8. The Money Ladder -1 planche
9. The Checker Game -1 planche
# 495  -septembre 1953

10. Barber College -1 planche
11. Horseradish treasure -22 planches
12. The Round Money Bin -10 planches
13. Money bin at rainbow's end -1 planche
14. Feeds flea circus -1 planche

## Famille Mickey Mouse

### Mickey Mouse
31 numéros # 27, 79, 116, 141, 157, 170, 181, 214, 231, 248, 261, 268, 279, 286, 296, 304, 313, 325, 334, 343, 352, 362, 371, 387, 401, 411, 427, 819, 1057, 1151, 1246,

### Goofy (Dingo)
15 numéros # 468, 562, 627, 658, 702, 747, 802, 857, 899, 952, 987, 1053, 1094, 1149, 1201, 

### Gyro Gearloose (Géo Trouvetou)
4 numéros # 1047, 1095, 1184, 1267, 

### Pluto
10 numéros # 429, 509, 595, 654, 736, 853, 941, 1039, 1143, 1248

## Autres personnages de courts métrages

### Big Bad Wolf (Grand Méchant Loup)
Entre 1940 et 1962, Dell publia 264 numéros de Walt Disney’s Comics and Stories. Le Grand Méchant Loup des 3 Petits Cochons est donc bien présent dans de nombreux numéros de cette revue. On le retrouve encore dans des magazines annexes de Dell tels Vacation Parade, Walt Disney’s Christmas Parade, Mickey Mouse, Chip’n’ Dale, etc. 

On le retrouve dans plus de 500 histoires. Dans Four Color outre sa présence dans le # 218 (voir infra) dédié aux 3 petits cochons, il apparaît à plusieurs reprises comme « invité ». Néanmoins 3 numéros de Four Color lui sont intégralement consacrés.

#403 juin 1952
Dessins : Gil Turner

1.	Noisy frogs – 1 planche
2.	Talking Through His Hat – 12 planches
3.	Pretends to steal – 6 planches
4.	The shell game – 6 planches
5.	Good thoughts – 8 planches
6.	Crane boots – 1 planche
7.	The perfect dog – 1 planche
#453 juin 1953

Dessins : Harvey Eisenberg
8.	Camouflaged House – 1 planche
9.	The Magic Plum – 8 planches
10.	Easy Life – 8 planches
11.	Music Hath Charms – 8 planches
12.	A Pack of Lies – 8 planches
13.	The Leaking Roof – 1 planche
14.	Glass-bottomed Raft – 1 planche
#564 juin 1954

Dessins : Harvey Eisenberg
15.	A piggy catcher – 1 planche
16.	The meany champ – 10 planches
17.	The wild boar – 8 planches
18.	A school party – 6 planches
19.	Little lost lamb – 8 planches
20.	Firefly lamp – 1 planche
21.	The huff and puff ferry service – 1 planche

### Bongo & Lumpjaw
Bongo, Roi du Cirque est un court métrage de 30 minutes qui devait initialement être développé en long métrage mais fut incorporé in fine comme épisode du film Coquin de Printemps. 

Voici donc l'histoire de ce petit ours qui s'échappe d'un cirque croyant trouver une plus belle de vie dans la forêt. Il y rencontre la jolie oursonne Lulubelle mais doit se mesurer à un rival plus fort mais moins malin, Lumpjaw.

NB: Apparaissent également dans ce moyen métrage les personnages de Tic et Tac.

Tous les dessins sont de Frank McSavage.
# 706  -juin 1956

1. Caught by a Branch -1 planche
2. King Bee Bear -8 planches
3. Kitten Capers -8 planches
4. Won by a Hare -8 planches
5. The Impossible Possum -8 planches
6. Crocodile Crossing -1 planche
#886 -mars 1958

7. Hide-and-Go-Seek -1 planche
8. The Flip-flop Flyer -8 planches
9. Rockabye Bear -8 planches
10. Good Eggs -8 planches
11. The Little Critter -8 planches
12. Ants at the picnic -1 planche
13. Rubber boats -1 planche

### Chip ‘n Dale (Tic et Tac)
Le nom originel de Tic et Tac est en anglais Chip 'n Dale, jeu de mots basé sur le célèbre ébéniste britannique du XVIIIe siècle. Avant de devenir les Rangers du Risque en 1989, les deux petits écureuils avaient eu une filmographie assez copieuse. Il était donc assez logique de les voir apparaître dans Four Color puis à partir de 1955 dans leur propre série qui sera poursuivie jusqu'en 1962 (27 numéros). Gold Key reprendra les personnages en 1967 jusqu'en 1984 et 83 numéros.
3 numéros # 517, 581, 636,

### Jiminy Cricket
Ce sympathique petit personnage qui symbolise la conscience a été créé par Ward Kimball pour le film Pinocchio (1940). Il apparaît plus de 160 fois dans le différents comics.

4 numéros # 701, 795, 897, 989.

# 701 -mai 1956

1. Hole in one -1 planche
2. Conscience for Hire -9 planches
3. I'm No Fool -6 planches
4. Jiminy Cricket and The Lonesome Jack Rabbit -6 planches
5. Jiminy Cricket Explains the Nature of Things -5 planches
6. Chore Troubles -6 planches
7. Forgetting to drink -1 planche
8. Alternate shelter -1 planche
Tous les scénarios sont de Carl Fallberg et les dessins de Jack Bradbury.

# 795 -mai 1957

9. Jiminy gets a lift -1 planche
10. The Castaway of Crocodile Island -8 planches
Une aventure avec Dingo et le Capitaine Crochet.
11. The Meandering Mole -5 planches
12. A Scream of a Dream -8 planches
13. Coon Capers -6 planches
14. Roam Sweat Home -5 planches
15. Sleep sandal -1 planche
16. Stupid candle light -1 planche
Tous les scénarios sont de Carl Fallberg et les dessins de Al Hubbard.

# 897 -mai 1958

17. Those Amazin' A's -1 planche (Scénario : Christine Lyttle Smith ? / Dessins : Frank McSavage)
18. The Big Blowout -8 planches (Scénario : Don Christensen / Dessins : Frank McSavage)
19. The Misfortune Teller -7 planches (Scénario : Carl Fallberg / Dessins : Frank McSavage)
20. Seeing the Sights -8 planches (Scénario : Don Christensen / Dessins : Frank McSavage)
21. Hodgepodge Holiday -8 planches (Dessins : Frank McSavage)
22. Cricket Crossing -1 planche (Scénario : Christine Lyttle Smith ? / Dessins : Frank McSavage)
23. Paper Plane -1 planche (Dessins : Frank McSavage)
24. Jiminy's Crystal Ball -1 planche (Scénario : Christine Lyttle Smith ? / Dessins : Frank McSavage)
# 989 -mai 1959

25. The Trampolin -1 planche
26. Out to Launch -10 planches (Scénario : Carl Fallberg / Dessins : Al Hubbard)
27. The Small Sensation -8 planches (Scénario : Nick George / Dessins : Al Hubbard)
28. Castle Hassle -7 planches (Scénario : Nick George / Dessins : Al Hubbard)
29. Underground Uprising -6 planches (Dessins : Al Hubbard)
30. The Old Alarm Clock -1 planche (Dessins : Al Hubbard)
31. The Piggy Bank -1 planche (Dessins : Al Hubbard)
32. The Top-Hat Suit -1 planche (Dessins : Al Hubbard)

### Little Hiawatha
Little Hiawatha, le Petit Indien dans sa version française, était un court métrage animé de 1937 inspiré d'un texte de d'Henry Wadsworth Longfellow datant de 1855. Le personnage connut une vie bien vite assez importante dans la bande dessinée avec une centaine d'apparitions pour les seules éditions en comics.
4 numéros (439, 787, 901, 988) dans cette collection mais nombreuses autres histoires dans divers titres de Dell : Donald, Beach Party (1955-58), Picnic Party (1955), Mickey Mouse in Frontierland (1956), Mickey Mouse Almanac (1957), Mickey Mouse Summer Fun (1958), etc.

### Oswald the Rabbit
Bien que créé en 1927 par Walt Disney et Ub Iwerks, Oswald le lapin était resté la propriété des studios Universal Pictures jusqu'à son rachat par le groupe Disney en 2006. Le personnage est apparu dans près de 200 comics ce qui montre bien sa popularité 
.
18 numéros dans Four Color (21, 39, 102, 143, 183, 225, 273, 315, 388, 458, 507, 549, 593, 663, 697, 894, 979, 1268)

## Walt Disney  – autres courts métrages d’animation
5 numéros 

# 218 mars 1949

Le numéro entier est consacré aux 3 Petits Cochons, plus, bien sûr, P'tit Loup, le fils du Grand méchant loup.
1. Baby Sitter -1 planche (Dessins : Gil Turner)
2. The Three Little Pigs and The Wonderful Magic Lamp -16 planches (Scénario : Chase Craig  Dessins : Tony Strobl)
3. The Mounties -12 planches Scénario : Chase Craig  Dessins : Gil Turner
4. Bee-sieged - 4 planches (Dessins : Don Gunn)
5. Poisoned Apple -1 planche (Dessins : Gil Turner)
6. Secret Bath -1 planche (Dessins : Gil Turner)

# 539 mars 1954

Le numéro est consacré à l'adaptation du court/moyen métrage de 20 minutes, Franklin et moi (1953), qui raconte l'histoire de la souris Amos et son implication dans l'invention du paratonnerre de Benjamin Franklin.
1. Ben and Me -32 planches Scénario : Del Connell  Dessins : Al Hubbard

# 750 novembre 1956

1. The Great Cat Family -18 planches Dessins : Al Hubbard
Curieuse histoire qui mélange tout à la fois Alice, celle du Pays des Merveilles, Gus et Jack, les souris de Cendrillon, avec leur pire ennemi, le chat Lucifer, et enfin Pinocchio, Gepetto et Figaro (le chat de Pinocchio).

2. Lambert the Sheepish Lion -14 planches  Dessins : Dick Moores
Reprise des planches parues initialement dans le #2 de Silly Symphonies (septembre 1953) et adaptant le court métrage de 8 min 15 s sorti en 1952.
# 814 juillet 1957
1. Covered Wagons, Ho! -30 planches Scénario : Carl Fallberg  Dessins : Tony Strobl

Les principaux personnages de Mickey (Mickey, Minnie, Donald, Daisy, Dingo, Fifi, Riri et Loulou, Clarabelle, Pluto, etc.) vivent la vie des pionniers du Far West dans leurs longues caravanes de chariots.
# 862 novembre 1957
1. The Truth about Mother Goose -32 planches Carl Fallberg  Dessins : Pete Alvarado

Les origines (selon Disney) des Contes de la Mère l'Oye.

## Personnages de Longs métrages

### Bambi (Film et personnages)
4 numéros 
- # 12, 186 (nouvelle adaptation)
- #30 Bambi’s Children
- # 243 Thumper (Panpan)

### La Belle et le Clochard (Film et personnages)
7 numéros 
- # 629 (avec les personnages du film), 634 (adaptation du film)

Scamp 

Scamp est le fils de la Belle et du Clochard. Avant d'être la vedette d'un film, directement sorti en vidéo en 2001, il avait eu droit à son comic strip dès 1955 sur un scénario de Ward Greene et des dessins de Dick Moores. Ses premiers pas chez Four Color ayant été couronnés de succès, il eût droit à sa revue jusqu'en 1960 et 12 numéros avant de revenir dans le giron originel puis, à partir de 1967 et pour 45 nouveaux numéros repartir à l'aventure avec Gold Key.
- # 703, 777, 806, 833, 1204

### Dumbo (Film)
2 numéros # 234, 668 (reprise du #234 Dumbo)

### Peter Pan (Film et personnages)
5 numéros 
- #442 (film), 926 (reprise du #442),

# 446 - janvier 1953

Treasure Hunt -32 planches
Peter Pan a récupéré la carte du trésor de la reine des sirènes mais le capitaine Crochet compte bien s'emparer le premier du butin.

Dessins de Bob Grant.
- Tinkerbell (Clochette)

Tous les dessins sont de Al Hubbard.

#896 – avril 1958
1. The Wishing Well – 1 planche
2. The Pirate Plot – 10 planches
3. The Grounded Witch – 8 planches
Clochette rencontre les 7 nains !
4. Dumbo's Dilemma – 7 planches
Clochette rencontre Dumbo
5. The Delayed Parade – 7 planches
Avec Pinocchio.
6. Bath Problem – 1 planche
#982 – avril 1959
7. Wishing star – 1 planche
8. The Fleaing Feline – 9 planches
9. Rainbow Rendezvous – 6 planches
Avec Casey Jr, le train de Dumbo, et Basile et Boniface.
10. Outwitting the Wolf – 8 planches
Avec les 3 Petits Cochons et le Grand Méchant Loup
11. The Little Giant – 8 planches

### Uncle Remus and his Tales of Brer Rabbit
Brer Rabbit (ou plus exactement Br'er Rabbit pour Brother Rabbit) est l'un des personnages du folklore américain qu'on connaît en France sous le nom de Bibi Lapin. Joel Chandler Harris collecta, réécrivit et édita ses contes dans son fameux Song of the South. Walt Disney adapta ceux-ci pour son film Mélodie du Sud (1946) aujourd'hui assez controversé. Il n'en reste pas moins vrai que trois des personnages Frère Lapin (br'er Rabbit), Frère Renard et (br'er Fox) et Frère Ours (br'er Bear) ont un potentiel comique important d'où la poursuite de leurs aventures dans la bande dessinée. Plus de 160 apparitions dans différents comics.

On les connaît également en France sous le nom de Basile et Boniface.

3 numéros (129, 208, 693)

#129 -décembre 1946

1. Brer Rabbit an' De Tar-Baby  -12 planches (Scénario : Chase Craig Dessins : Paul Murry)
2. Brer Terrapin's Tug-o'-War -8 planches (Scénario : Chase Craig Dessins : Tom McKimson)
3. Brer Fox an' de Stolen Goobers -12 planches (Scénario : Chase Craig Dessins : Paul Murry)
4. Brer Rabbit Visits De Witch -8 planches (Scénario : Chase Craig Dessins : Tom McKimson)
5. Brer Rabbit's Laffin' Place -10 planches (Scénario : Chase Craig Dessins : Paul Murry)
#208 -janvier 1949
6. Brer Rabbit Does It Again! -12 planches (Scénario : Chase Craig Dessins : Dick Moores)
7. Brer Rabbit and th' Butter Business -6 planches (Scénario : Chase Craig Dessins : Dick Moores)
8. Gizzards for the 'Gator -7 planches (Scénario : Chase Craig Dessins : Paul Murry)
9. Brer Rabbit Fixes Up a Friendship -7 planches (Scénario : Chase Craig Dessins : Paul Murry)
10. Ugly Brer Bear -1 planche (Dessins : Dick Moores)
11. Shadow boxing -1 planche (Dessins : Dick Moores)
#693 -avril 1956

6 histoires reprises des précédents numéros.

### Walt Disney (autres longs métrages d’animation)
16 numéros.
- # 19 (Panpan, le petit lapin de Bambi rencontre les 7 Nains !)
- # 49 (Blanche Neige et les 7 Nains plus une histoire entre les 7 Nains et Dumbo)
- # 71 (adaptation des 3 Caballeros)
- # 92 (Pinocchio)
- # 227 (avec les personnages de Blanche-Neige)
- # 252 (Pinocchio mais dans une nouvelle version)
- # 272 (Cendrillon)
- # 331 (adaptation du film Alice au Pays des Merveilles)
- # 341 (avec Alice et d'autres personnages du film),
- # 973 (La Belle au Bois Dormant)
- # 984 (avec les fées marraines de la Belle au Bois Dormant)
- # 1183 (Les 101 Dalmatiens)
- Reprises : 382 (reprise du #49 Blanche-Neige), 545 (reprise du #92 Pinocchio), 786 (reprise du #272 Cendrillon), 1203 (reprise du #92 Pinocchio),

## Walt Disney  – divers
5 numéros # 716 (Man in Space), 842 (The Nature of the Tings), 866 (Mars & Beyond), 954 (Man in Space : Satellites), 1025 (Vacations in Disneyland).